# Marvel Two-in-One
Marvel Two-in-One è una serie a fumetti, pubblicata dalla casa editrice statunitense Marvel Comics dal 1973 al 1983 per un totale di cento numeri, a cui vanno aggiunti sette Annual (1976-1982). La periodicità è inizialmente bimestrale ma diviene mensile a partire dal n. 15 (maggio 1976).
Protagonista delle storie è la Cosa, uno dei Fantastici Quattro, a fianco del quale si avvicendano diversi personaggi celebri dell'universo Marvel come l'Uomo Ragno, Capitan America, Thor e molti altri ancora.

## Storia editoriale

### Genesi e ideazione
La serie debutta nel periodo Bronze Age della storia del fumetto statunitense. Tale epoca inizia tra il 1969 e il 1971 e termina nel 1983, anno di chiusura di questa stessa pubblicazione. Marvel Two-in-One ricopia nel titolo e nella struttura narrativa un'altra serie di quegli anni dal titolo Marvel Team-Up. Quest'ultima è la seconda pubblicazione periodica mensile di sempre ad essere dedicata all'Uomo Ragno. L'idea era quella di affiancare a Spider-Man un differente supereroe Marvel in ogni albo. In questo modo ogni mese si formava un'alleanza (o team-up in originale) che permetteva al lettore di vedere l'Uomo Ragno in azione con personaggi più o meno conosciuti dell'Universo Marvel. Lo stesso tipo di situazione la troviamo in Marvel Two-in-One ma in questo caso è la Cosa ad avere il ruolo di personaggio fisso della serie.

### Personaggi e autori
- Fra gli altri personaggi l'Uomo Cosa ha preso parte a tre storie, sui numeri 1 (gennaio 1974), 43 (settembre 1978) e 77 (luglio 1981), realizzati da Steve Gerber, Ralph Macchio e Tom DeFalco (testi), Gil Kane, John Byrne e Ron Wilson (disegni).
- Fra gli altri personaggi il Namor ha preso parte a tre storie, sui numeri 2 (marzo 1974), 28 (giugno 1977) e 81 (novembre 1981), realizzati da Steve Gerber, Marv Wolfman e Tom DeFalco (testi), Gil Kane e Ron Wilson (2) (disegni).
- Fra gli altri personaggi Matt Murdock e Devil sono la stessa persona, ha preso parte a 3 storie, sui numeri 3 (maggio 1974)[4], 37 (marzo 1978) e 38 (aprile 1978), realizzati da Steve Gerber, Roger Slifer e Marv Wolfman (testi), Sal Buscema e Ron Wilson (2) (disegni).

Su n.96 (febbraio 1983) Si trovano anche gli altri supereroi: Vendicatori, i Fantastici Quattro, Sasquatch, l'Uomo Ragno e gli X-Men, realizzato da Tom DeFalco (testi) e Ron Wilson (disegni);
- Fra gli altri personaggi Capitan America ha preso parte a 3 storie, sui numeri 4 (luglio 1974), 42 (agosto 1978) e 82 (dicembre 1981), realizzati da Steve Gerber, Ralph Macchio e Tom DeFalco (testi), Sal Buscema (2) e Ron Wilson (disegni).
- Fra gli altri personaggi Guardiani della Galassia hanno preso parte a due storie, sui numeri 5 (settembre 1974) e 69 (novembre 1980), realizzati da Mark Gruenwald (storia), Steve Gerber e Ralph Macchio (testi), Sal Buscema e Ron Wilson (disegni).
- Fra gli altri personaggi Valchiria ha preso parte a una storia, sul numero 7 (giugno 1975)[5], realizzato da Steve Gerber (testi) e Sal Buscema (disegni).
- Torna l'Uomo Ragno[6] contro l'avversario Basilisco sul numero 17 (luglio 1976)[7], realizzata da Bill Mantlo (testi) e Sal Buscema (disegni).
- La storia continua da Marvel Two-in-One Annual n. 1 (1976), in cui tornava indietro nel passato al tempo della Seconda guerra mondiale; si trova l'alleato, noto come la Legione della Libertà sul numero 20 (ottobre 1976, realizzato da Roy Thomas (testi) e Sal Buscema (disegni).
- In ogni puntata c'è una guest star diversa, sono Quasar (Wendell Vaughn), Deathlok I (Luther Manning), Giant-Man II, Thundra, Wundarr e Acquario (Acquarian), hanno preso parte a sei capitoli delle storie della saga del Progetto Pegasus, sui numeri 53 (luglio 1979), 54 (agosto 1979), 55 (settembre 1979), realizzati da Mark Gruenwald (storia), Ralph Macchio (testi) e John Byrne (disegni), sui numeri 56 (ottobre 1979), 57 (novembre 1979), 58 (dicembre 1979), realizzati da Mark Gruenwald (storia) e Ralph Macchio (testi) e George Pérez (disegni).
- In ogni puntata c'è una guest star diversa, sono Stingray, Triton e Scarlet Witch, hanno preso tre capitoli delle storie de L'Affare della Corona del Serpente, sui numeri 64 (giugno 1980), 65 (luglio 1980), 66 (agosto 1980), realizzati da Steven Grant, Mark Gruenwald (storia), Ralph Macchio (testi) e George Pérez (disegni).